# Johannes Naschberger
Johannes Naschberger (* 25. Jänner 2000) ist ein österreichischer Fußballspieler.

## Karriere
Naschberger begann seine Karriere beim FC Wildschönau. Zur Saison 2009/10 wechselte er zum FC Wacker Innsbruck. Zur Saison 2012/13 wechselte er in die Jugend des FC Liefering. Zur Saison 2013/14 wechselte er in die Jugend des Hauptteams, FC Red Bull Salzburg, bei dem er ab der Saison 2014/15 auch in der Akademie spielte. Zur Saison 2015/16 wechselte er in die AKA Tirol, in der er bis 2018 spielte.
Im April 2017 spielte er gegen den VfB Hohenems erstmals für seinen Stammklub SV Wörgl in der Regionalliga. In der Saison 2016/17 kam er zu zwei Regionalligaeinsätzen. In der Saison 2017/18 kam er zu fünf Einsätzen in der dritthöchsten Spielklasse. Ab der Saison 2018/19 spielte er schließlich nur noch für Wörgl. In der Saison 2018/19 absolvierte er alle 30 Saisonspiele und erzielte dabei sechs Tore. In der abgebrochenen Saison 2019/20 kam er zu 18 Einsätzen in der Regionalliga Tirol.
Zur Saison 2020/21 wechselte Naschberger zum Bundesligisten WSG Tirol. Sein Debüt in der Bundesliga gab er im September 2020, als er am ersten Spieltag jener Saison gegen die SV Ried in der 76. Minute für Zlatko Dedič eingewechselt wurde.